# Ficedula basilanica
El papamoscas de Basilán (Ficedula basilanica) es una especie de ave paseriforme de la familia Muscicapidae endémica de Filipinas.

## Distribución y hábitat
Se encuentra únicamente en las selvas de las islas del sur y este del archipiélago filipino: Mindanao, Basilán, Dinagat y las Bisayas orientales.